# Bandera de Campaspero
La bandera de Campaspero es uno de los símbolos más importantes de Campaspero, un municipio de la provincia de Valladolid, comunidad autónoma de Castilla y León, en España. Es de color carmesí y porta el escudo de Campaspero situado en el centro.